# نيثرا راغورمان
نيثرا راغورامان (مواليد 29 نوفمبر 1976) ممثلة هندية وعارضة أزياء تم اختيارها كفائزة بمسابقة شخصية هذا العام لمجلة فيمينا في عام 1997. كما فازت بلقب أفضل امرأة قادمة جديدة في جوائز ستار سكرين في عام 2000. ومن أبرز أفلامها ثاكشاك من جوفيند نيهاني وبوبال إكسبريس ، عرض ديفيد لينش. ظهرت راغورمان في مقاطع الفيديو الموسيقية ، وكانت الفائزة في البرنامج التلفزيوني فير فاكتور: كاترون كه كيلادي عام 2008.

## الروابط الخارجية
- نيثرا راغورمان على موقع IMDb (الإنجليزية)
- نيثرا راغورمان على موقع قاعدة بيانات الفيلم (الإنجليزية)
- نيثرا راغورمان على موقع كينوبويسك (الروسية)
- نيثرا راغورمان في قاعدة بيانات الأفلام على الإنترنت